# Guido van Rossum
Guido van Rossum (Den Haag, 31 januari 1956) is een Nederlandse informaticus. Hij ontwierp in 1989 de programmeertaal Python.
Hij was in het begin van de jaren 80 verbonden aan het Mathematisch Centrum in Amsterdam, en maakte daar deel uit van het team dat ABC bouwde. Inmiddels wordt de taal doorontwikkeld door een enthousiaste groep, tot 2018 onder zijn leiding.
In mei 1999 werd hem de Dr. Dobb's Journal 1999 Excellence in Programming Award toegekend, voor zijn verdiensten bij de ontwikkeling van Python. Van 2000 tot 2003 was hij werkzaam bij Zope corporation, waar hij meewerkte aan de ontwikkeling van Zope. Hij was van december 2005 tot december 2012 in dienst van Google (Python is naast C++ en Java de meest gebruikte programmeertaal bij Google). Sinds januari 2013 werkte hij voor Dropbox. In oktober 2019 ging hij met pensioen, maar maakte in november 2020 bekend bij Microsoft aan de slag te gaan.
Zijn favoriete televisieprogramma is Monty Python's Flying Circus; deze voorliefde lag ten grondslag aan de naam van zijn geesteskind, die bij hem opkwam toen hij het gepubliceerde script van de programma's las.

## Persoonlijk leven
Van Rossum is geboren in Den Haag, Nederland. Hij groeide op in Haarlem.  Hij behaalde in 1982 een masterdiploma in Wiskunde en Computerwetenschappen aan de Universiteit van Amsterdam. Hij is oud-lid van de Nederlandse Jeugdbond voor Natuurstudie.
Van Rossum woont sinds 1995 in de VS. Hij is woonachtig in Belmont, Californië met zijn vrouw, Kim Knapp, en zoon.

## Prijzen
- In 2002 ontving Van Rossum de 2001 Award for the Advancement of Free Software voor zijn werk aan Python.
- De NLUUG prijs in mei 2003.
- In 2006 werd Van Rossum erkend als buitengewoon ingenieur door de Association for Computing Machinery.
- In 2018 is Van Rossum opgenomen in de zogenaamde Hall of Fellows van het Computer History Museum in Mountain View, Californië in de VS.